# Табалуга (мультсериал)
«Табалуга» — телевизионный мультипликационный сериал о приключениях маленького зелёного дракона Табалуги. Выходил в эфир с 1997 по 2004 годы. Создан американской анимационной студией «Yoram Gross Films Studio» (или «Yoram Gross-EM.-TV»), ныне известной как «Flying Bark Productions» в сотрудничестве с Германией. С успехом транслировался более чем в 100 странах мира.

## История создания
В основу сериала положен персонаж, созданный рок-певцом румынского происхождения Питером Маффаем. В 1983 году Маффай выпустил детский альбом, посвящённый приключениям персонажа, который был продан в количестве 2,5 миллионов экземпляров. К альбому прилагалась книга с иллюстрациями Хельме Хайне. Ещё два альбома были выпущены в 1986 и 1993 году. Кроме того, в 1994 году был выпущен мюзикл «Табалуга и Лилли». Спонсорами телесериала, выпуск которого начался в октябре 1997 года, выступили крупные компании, в том числе «Кока-Кола». Параллельно с выпуском сериала была создана телепрограмма, рассчитанная на детей семи-десяти лет.

## Сюжет
В этом сериале Табалуга является последним из драконов и наследным принцем Зелёной страны, волшебного места, населённым говорящими животными разных видов. Табалуга должен защитить свой дом от двух соперничающих королевств с тоталитарными режимами по обе стороны Зелёной страны; огромная арктическая тундра, управляемая злым снеговиком Арктосом и жгучей пустыней, которой управляет злой дух песка по имени Хамсин.

### Первый сезон
Мультфильм повествует о последнем драконе Табалуге, наследнике великого Тириона. Он живёт в Зелёной стране, которую населяют разнообразные говорящие животные. Как дракон, он должен вырасти и научиться многому, чтобы защитить свой дом от злого и избалованного повелителя Ледяной страны — снеговика Арктоса, который мечтает погрузить планету в вечную зиму.

### Второй сезон
На юге от Зелёной страны появляется долина песков, которой правит дух Хамсин. Он, желает уничтожить всё зелёное и подчинить земли себе, обернув их в вечные пустыни. Теперь Табалуге и его друзьям предстоит защищать свой дом сразу от двух противников (Хамсина и Арктоса).

### Третий сезон
Древнее пророчество гласит, что Табалуга, как и его отец, должен пройти испытания и найти Амулет Дракона, который способен исполнить одно абсолютно любое желание. Дракон и его друзья отправляются на поиски стихийных камней — ключей к Амулету. Арктос и его приближенные решают добыть артефакт раньше Табалуги и стараются всячески помешать ему на пути.
В России 3 сезон не был официально переведён и не транслировался по телевидению. Но существует любительская озвучка, созданная энтузиастами из Санкт-Петербурга, найти которую можно на YouTube и вКонтакте.

## Персонажи

### Зелёная страна

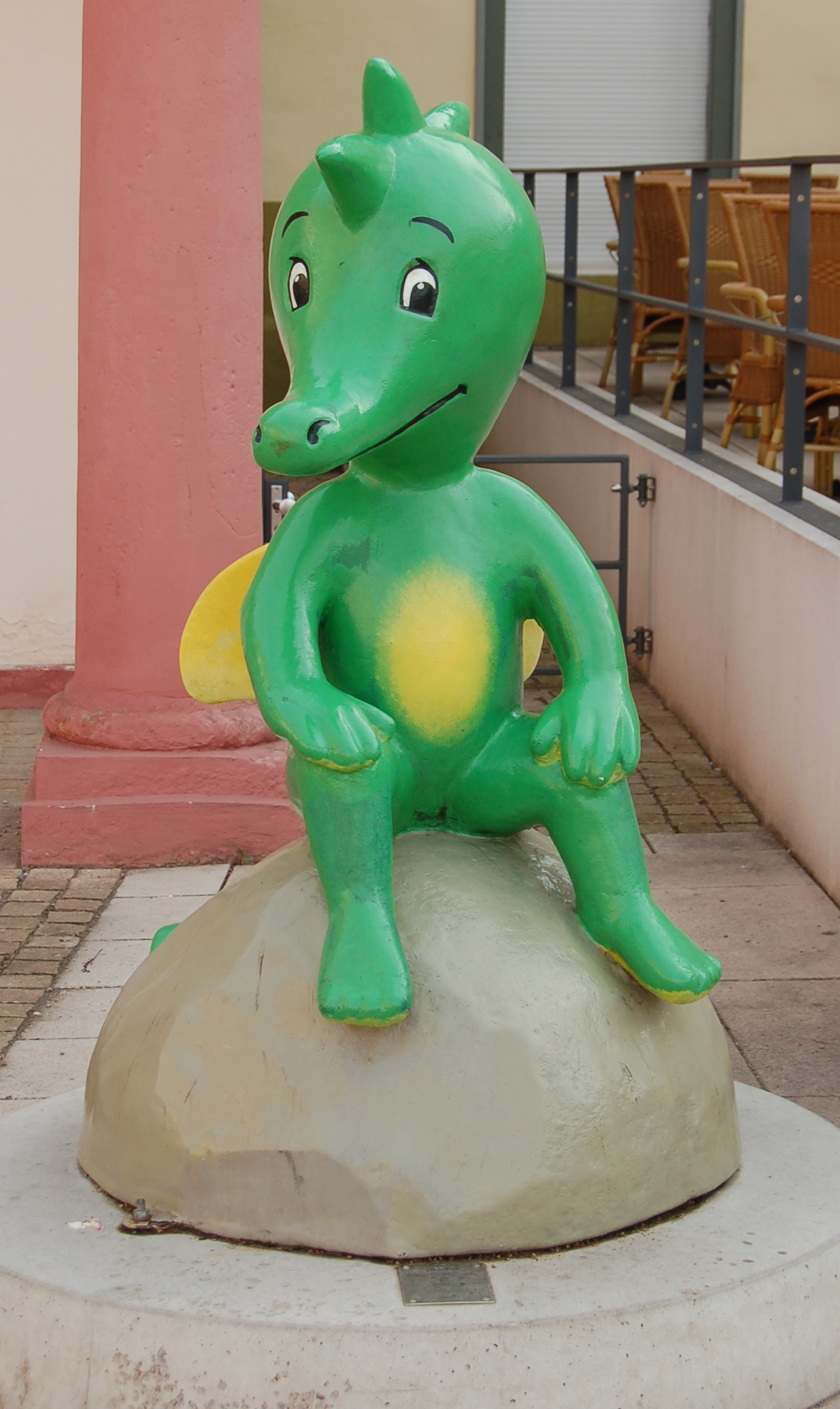
Табалуга

Табалуга — маленький зелёный дракон, главный герой сериала, сын Тириона. Отзывчив, дружелюбен и любознателен, но слегка наивен. Умеет летать и дышать огнём. Главный враг Арктоса и Хамсина. Во втором сезоне стал принцем, а позже королём Зелёной Страны.
Хэппи — белая зайчиха, лучшая подруга Табалуги. Ворчливая по характеру, часто бывает резкой и нетактичной, но помогает Табалуге в заданиях. Ледяная страна была её родным домом, но из-за тирании Арктоса ей пришлось жить в Зелёной, где она и осталась. Русский дубляж — Людмила Ильина.
Дигби — скромный и рассеянный крот из Зелёной Страны, один из лучших друзей Табалуги. Был первым, кто заговорил с драконом, когда тот родился.
Нессайя — гигантская черепаха, которая является наставником и советником Табалуги на протяжении всего мультсериала.
Базз — пчела, один из хороших друзей Табалуги.
Руби — колибри, друг Базза и Табалуги.
Шуху — мудрый филин с волшебным хрустальным шаром. В прошлом по просьбе своего друга Тириона сдался Арктосу, чтобы следить за ним и оберегать Зелёную страну до рождения Табалуги. В конце первого сезона смог вернуться в Зелёную страну, со второго сезона имеет там свой дом с зельями, и вместе с Ниссаей они помогают дракону. Во втором сезоне внешний вид Шуху был изменён.
Тирион — предыдущий правитель Зелёной страны и отец Табалуги. Являлся Табалуге во снах и видениях в первом сезоне, в виде духа во втором и в последней серии третьего сезона. По версии первого сезона умер от старости, превратившись в звезду, как и полагается драконам; по версии второго — был заморожен Арктосом, когда прятал яйцо с Табалугой.
Билингва — змея, является второстепенным злодеем в одной из последних серии первого сезона. Пыталась загипнотизировать жителей Зелёной и Ледяной стран, чтобы стать королевой. В конце эпизода была парализована своим же гипнозом.
Агила — огромный орёл, друг Табалуги.

### Ледяная страна
Арктос — правитель Ледяной страны; живой и очень вредный снеговик, стремящийся сделать Зелёную Страну замороженной пустошью. Обладает дыханием, способным заморозить любое существо или предмет, а также способностью призывать зиму и вьюгу. В первом сезоне представлял собой грозного тирана, имел зал с замороженными статуями животных из Зелёной страны. Любит мороженое. Во втором и третьем сезонах Арктос стал более мягким и комичным персонажем, чем в первом.
Джеймс — вежливый пингвин, слуга и дворецкий Арктоса. Командует пилотами транспорта своего хозяина. Когда пингвины временно покинули Арктоса, Джеймс был единственным, кто остался на его стороне. Управляет Арктопланом.
Вултур — наглый стервятник, служащий Арктосу. Во втором сезоне он перешёл на сторону Хамсина, но в третьем вновь вернулся к прежнему хозяину. Злораден, но труслив.
Лили — возлюбленная Табалуги, ледяная девушка, созданная Арктосом. Когда Табалуга впервые её увидел, он сразу же испытал странное, но прекрасное чувство которое он не мог объяснить — всё, о чём он думал, была Лили. Появляется только в 1 сезоне 23 эпизоде.
Аттила — морж и повар Арктоса.
Фритц/Рекс — ручная акула Арктоса, которая всё время пытается съесть его морковь-нос.
Лис Данди — снежный лис, является одним из противников политики Арктоса. Дебютирует во 2 серии 1 сезона, где помогает Табалуге и Хэппи покинуть Ледяную страну. Также появляется в последней серий 1 сезона, но ключевой роли там не играет. От остальных лисов визуально его отличает только ярко-красная накидка с капюшоном, поэтому нельзя с уверенностью сказать, появлялся ли он в массовке в других эпизодах.

### Пустыня
Хамсин — правитель пустыни, желающий превратить в пустыню Зелёную страну. Появляется в образе кровожадного песчаного вихря. Совершал большие злодеяния; он не менее (и даже более) ужасный и жестокий враг, чем Аркттос (бывали даже случаи, когда Табалуга и Аркттос объединялись против него).
Кайо — надоедливый хамелеон, слуга Хамсина. В третьем сезоне переходит к Аркттосу и старается заменить Джеймса, правда, его болтовня часто раздражает снеговика. Однако, Кайо спасает жизнь Табалуге и остаётся в Зелёной стране.
Хохотун — пятнистая гиена, которая склонна смеяться над неудачами Кайо и другими вещами, которые не смешны.
Страусиха — бухгалтер Хамсина, подсчитывает для него, сколько песчинок песчаный дух переправил в Зелёную страну. Появляется только во втором сезоне.
Салли — саламандра, лидер племени саламандр. Помогает Табалуге бороться против Хамсина. Появляется только в 13 серии 2 сезона.

## Список эпизодов

### Сезон 1
| #  | Название                       | Описание | Дата выхода (Германия) |
| -- | ------------------------------ | --- | ---------------------- |
| 1  | Последний представитель рода   | Злой снеговик Арктос держит Зелёную страну в страхе. Он собирается покрыть леса и луга толстым слоем снега и избавиться от всего цветного. Выдернув зелёную ель, он случайно пробуждает старое яйцо, которое находят крот Дигби и его друзья. Из яйца на свет появляется дракон по имени Табалуга, он сын великого дракона Тириона и последняя надежда Зелёной страны. | 4 Октября 1997         |
| 2  | Счастливый конец               | Табалугу забрасывает в Ледяную страну, и там он находит крольчиху Хэппи. Вместе они пытаются сбежать от Арктоса и спасти своего нового друга — лиса Данди. | 11 Октября 1997        |
| 3  | Очень горячо                   | Стервятник раздувает огонь, оставленный Табалугой, и в Зелёной стране начинается большой пожар. Единственный способ его остановить — направить огонь в сторону Ледяной страны. | 18 Октября 1997        |
| 4  | Слуга двух господ              | Вултур похищает Дигби и уносит в Ледяную страну. Жители Зелёной страны совершают диверсию, пока Табалуга и Хэппи идут спасать своего друга. Там они встречают Шуху и он открывает им тайну прошлого. | 25 Октября 1997        |
| 5  | Сомнительные сделки            | Ночь продолжается слишком долго, и жители Зелёной страны очень взволнованы и убеждены, что солнце украл Арктос. Тот пользуется моментом, чтобы обменять солнце на альпийские пастбища. | 1 Ноября 1997          |
| 6  | Один дракон лишний             | Арктос отправляет в Зелёную страну летающую ящерицу, чтобы тот выдал себя за Табалугу и подорвал его репутацию. | 8 Ноября 1997          |
| 7  | Тот, кто мудрее — не сдаётся   | Арктос создал новое оружие, которое может действительно нанести вред Зелёной стране. Табалуге ничего не остаётся, кроме как сдаться. | 15 Ноября 1997         |
| 8  | Одним выстрелом двух зайцев    | Табалуга хочет помочь королеве муравьёв Елизавете XXI спасти её армию от лап Арктоса. У него есть прекрасный план по спасению. | 22 Ноября 1997         |
| 9  | Лунатик                        | Табалугу увлекли рассказы о Луне, и теперь он лелеет мечтой попасть на неё. Кажется, Арктос хочет ему помочь с этим. | 29 Ноября 1997         |
| 10 | Драконы не плачут              | Табалуга, Хэппи и Джеймс находят новый вкусный фрукт, но мало кто из них знает, какой от этого фрукта побочный эффект. | 6 Декабря 1997         |
| 11 | Большое облако                 | Арктос вновь атакует Зелёную страну, на этот раз его оружие — снежные облака. Единственный способ остановить их — отправиться к королеве вулканических муравьёв, которая знает секреты вулкана. | 13 Декабря 1997        |
| 12 | Гости, пришедшие с холода      | Пингвины Арктоса решают устроить забастовку из-за плохого обращения с ними и уезжают из Ледяной страны. Табалуга помогает беженцам, но они не смогут долго прожить в непривычной для них среде. | 20 Декабря 1997        |
| 13 | Нечестная игра                 | В Зелёной стране проходит спортивный турнир. Арктос планирует использовать это состязание, чтобы выиграть немного земли для себя. | 27 Декабря 1997        |
| 14 | Мистер хороший парень          | Арктос посылает Джеймса в Зелёную страну в костюме клоуна, чтобы добыть фруктов для мороженого, но арктоплан ломается, и Джеймсу приходится задержаться здесь. Пока переодетый Табалуга подменяет пингвина, ему предстоит узнать о дружбе и любви от местных жителей.                                                                                                  | 3 Января 1998          |
| 15 | Много соли вредно для здоровья | Джеймс строит плотину в Зелёной стране, чтобы иметь постоянный доступ к пресной воде для мороженого. Река выходит из берегов и затапливает страну. | 10 Января 1998         |
| 16 | Роковой подарок                | В теплице Арктоса завелась саранча. Она пожирает всё зелёное на своём пути. И снеговик решил воспользоваться этим. | 17 Января 1998         |
| 17 | Провалившаяся премьера         | Чтобы заглушить скуку, Арктос посылает Джеймса похитить несколько дельфинов и устроить цирк. Но кто же их спасёт, если не может даже Табалуга? | 24 Января 1998         |
| 18 | Много шума из-за семечек       | Мороженое с семечками подсолнуха приходится по душе Арктосу. Он посылает Джеймса добыть ещё семечек, при этом уничтожив все поля с подсолнухами. | 31 Января 1998         |
| 19 | Древо Жизни                    | Арктос собирается уничтожить Древо Жизни, не обращая внимания на последствия, которые оказываются ужасны не только для Зелёной страны, но и для Ледяной. | 7 Февраля 1998         |
| 20 | Королева на день               | Змея Билингва мечтает править Зелёной и Ледяной странами, и на пути к этой цели ей поможет умение гипнотизировать. | 14 Февраля 1998        |
| 21 | Великолепная пара              | Сегодня день рождения Хэппи. Арктос отправляет к ней ещё одного снежного зайца по имени Леон, чтобы тот разорвал крепкую дружбу Хэппи и Табалуги. | 21 Февраля 1998        |
| 22 | Огненная схватка               | Табалуга находит диких пчел и дружится с ними, пока Арктос отправляет Джеймса добыть мёд. | 28 Февраля 1998        |
| 23 | Табалуга и Лилли               | Табалуга был пленён прекрасной скульптурой девушки, которую сделал Арктос. Её зовут Лилли, и Табалуга уверен, что она жива и есть способ освободить её ото льда. | 7 Марта 1998           |
| 24 | Неудачное похищение            | Джеймс крадёт надоедливого кузена Хэппи — Бобби, для коллекции Арктоса. Но кто знал, что маленький заяц доставит столько хлопот? | 14 Марта 1998          |
| 25 | Река Времени                   | Нессайя рассказывает Табалуге о Реке Времени и показывает отрывок из прошлого. Джеймс перекрывает течение реки и время в Зелёной стране останавливается… | 21 Марта 1998          |
| 26 | Шоколадное мороженое всем!     | Отчаявшись, Арктос атакует Зелёную страну и обнаруживает, что имеет способность повелевать снежной погодой. Теперь Зелёная страна покрыта толстым слоем снега, кругом бушует вьюга. Неужели это конец? | 28 Марта 1998          |

### Сезон 2
| #  | Название                 | Описание | Дата выхода (Германия) |
| -- | ------------------------ | --- | ---------------------- |
| 1  | Принц Табалуга           | Табалуга становится принцем Зелёной Страны, а Арктос по его совету открывает фабрику мороженого. | 27 Октября 2001        |
| 2  | Повелитель песков        | Хамсин, правитель Пустыни, заявляется в Зелёную и страну и предлагает свою помощь, однако Табалуга ему не доверяет. | 3 Ноября 2001          |
| 3  | Благородный герой        | Арктос сильно ранит Вултура и тот умирает, но Табалуга относит его к реке Жизни. Может ли Вултур после оказаться предателем? | 10 Ноября 2001         |
| 4  | Суровая зима             | Новый план Арктоса состоит в том, чтобы жители Зелёной страны впали в спячку и никогда не проснулись, но обстоятельства складываются так, что ему приходится заключить сделку с Хамсином… | 17 Ноября 2001         |
| 5  | Госпожа удача            | Хамсин терпит поражение за поражением и теперь сомневается в своём счастливом будущем. Кайо похищает для него хрустальный шар, который показывает победу Хамсина. Джеймс пытается выкрасть хрустальный шар у Хамсина, но Кайо подменивает шары, и Джеймс приносит Арктосу не тот шар…                                 | 24 Ноября 2001         |
| 6  | Герой Дигби              | Хамсин обманывает Табалугу миражами и получает возможность наслать на Зелёную страну пыльную бурю. Дигби спасает дракона и помогает ему призвать дождь чтобы смыть пески Хамсина. | 1 Декабря 2001         |
| 7  | Фестиваль картофеля      | Жители Зелёной страны с упорством собирают урожаи картофеля. Но Хамсин решает капитализировать их страну. Табалуга уговаривает Арктоса начать раннюю зиму, чтобы вымести Хамсина из страны. | 8 Декабря 2001         |
| 8  | Заветная формула         | Хамсин обманывает Хеппи и забирает у неё формулу роста и теперь огромный кактус захватил всю Зелёную страну… | 15 Декабря 2001        |
| 9  | Наводнение               | Арктос решает утопить Зелёную страну и обрушает на неё сильный ливень. Табалуга должен это остановить… | 22 Декабря 2001        |
| 10 | Ученик Шуху              | Дигби становится учеником Шуху. По своей глупости, он превращается в оборотня-крота. Он ищет лекарство от своей болезни, пока Арктос и Хамсин дерутся за зелье силы. | 29 Декабря 2001        |
| 11 | Большие перемены         | Табалуга заболел «неизвестной болезнью» и по совету Арктоса уходит из Зелёной страны. В это время Хамсин похищает Нессайю и Шуху, которые знают, что это за «болезнь». Теперь Арктос и Хамсин готовятся к захвату Зелёной страны…                                                                                     | 5 Января 2002          |
| 12 | Песчаные блохи           | Хамсин «дарит» жителям Зелёной страны песчаных блох, из-за которых они не смогут достроить амбар и вся еда пропадёт, но, как говорится: «Мал, да удал». | 12 Января 2002         |
| 13 | Потерянный дракон        | Хамсин планирует подчинить себе больше саламандр для того, чтобы они работали на его заводе по изготовлению секретного оружия. Племя саламандр во главе с Салли помогают Табалуге спасти ящериц и не дать Хамсину захватить Зелёную страну.                                                                           | 19 Января 2002         |
| 14 | Мой малыш                | Хамсину надоел плач детей и он выгоняет всех из пустыни. За помощью они отправляются в Зелёную страну, но возникает конфликт… | 26 Января 2002         |
| 15 | Снежный монстр           | Один из монстров с севера потерялся и оказался в Зелёной стране. У Арктоса и Хамсина свои планы на него… | 2 Февраля 2002         |
| 16 | Двойные неприятности     | Хамсин решает изготовить костюм Арктоса, чтобы прийти в нём в Зелёную страну и от лица его разрешить жителям собрать снега для воды в Ледяной стране, в надежде быть избранным ими Принцем Зелёной страны. Самому Арктосу такой «маскарад» не по душе, а Джеймс просит Табалугу помочь решить проблему двух Арктосов. | 9 Февраля 2002         |
| 17 | Спектакль примирения     | Арктос и Хамсин устраивают войну, которая задевает и Зелёную. Тирион даёт Табалуге совет устроить спектакль примирения, но Хэппи и Дигби пропали… | 16 Февраля 2002        |
| 18 | Джинн                    | Хамсин посылает фокусника-мошенника Морриса, чтобы выдать себя за джинна, тем самым, втереться в доверие и украсть корону Принца Зелёной страны. Однако Арктос похищает Морриса, думая что он реальный джинн… | 23 Февраля 2002        |
| 19 | Похищение                | На солевых шахтах Хамсина нет работников, однако Кайо знакомится с племянниками Джеймса… | 2 Марта 2002           |
| 20 | Сладких снов, Хамсин     | Заклинание Хамсина оборачивается против него и его место занимает Кайо — король Зелёной страны. Единственный, кто может его остановить это Хамсин, но он под действием сонного заклинания… | 9 Марта 2002           |
| 21 | Буревестник              | Хеппи мечтает летать. Шуху рассказывает ей о буревестнике — хозяине и небес и волшебную флейту, которая его призывает. Но что случится, если эта флейта окажется в руках Хамсина? | 16 Марта 2002          |
| 22 | Садик чудовища           | По приказу Хамсина, Кайо сжигает сад, посаженный чудовищем и сваливает всю вину на Табалугу. Теперь это чудовище грозится уничтожить всю Зелёную страну. | 23 Марта 2002          |
| 23 | Загадка Хрустальной горы | Арктос украл, а позже и разбил хрустальный шар, а Хамсин похитил Шуху. Без хрустального шара Табалуга не сможет найти Шуху, но где взять новый? | 30 Марта 2002          |
| 24 | Гора дракона             | Чтобы стать Королём Зелёной страны, Табалуга должен пройти испытание на Горе дракона, только он не должен свернуть с пути и пройти испытание до конца. Арктос об этом узнаёт и решает помешать Табалуге в прохождении испытания. Тем временем Хамсин похищает друга Табалуги Базза…                                   | 6 Апреля 2002          |
| 25 | Уроки прошлого           | Хамсин обманным способом превращает Зелёную страну в пустыню. Нессайя отводит потерявшего надежду Табалугу к Реке Времени и открывает ему прошлое его отца Тириона… | 13 Апреля 2002         |
| 26 | Общее решение            | Жители Зелёной страны готовятся к коронованию Табалуги в Короля Зелёной страны, а Арктос строит в Зелёной стране парк развлечений. Но это, оказывается, коварный план… | 20 Апреля 2002         |

### Сезон 3
| #  | Название                  | Описание | Дата выхода (Германия) |
| -- | ------------------------- | --- | ---------------------- |
| 1  | Амулет драконов           | В середине дня в Гринландии начинается уникальное солнечное затмение. Это сигнал, что Табалуга должен отправиться на поиски легендарного Амулета Драконов, который носил и его отец, Тирион. Амулет дарует огромную силу своему владельцу. Арктос узнаёт об Амулете Драконов и, естественно, хочет завладеть им.                                                                  | 27 Декабря 2003        |
| 2  | Опасный поиск             | Хэппи и Дигби опечалены тем, что Табалуга отправляется на поиски первого знака без них. Табалуга летит на север, не зная, что Арктос и его прислужники преследуют его на арктоплане. Как всегда у Арктоса есть коварный план. | 3 Января 2004          |
| 3  | Страшные истории          | Табалуга, Хэппи и Дигби ищут символ огня. Они движутся очень медленно, потому что это единственный способ Табалуги обеспечить безопасность Гринландии в его отсутствие – заманить Арктоса за собой. | 10 Января 2004         |
| 4  | Соревнование              | Переправляясь через реку, Дигби падает в воду, и его уносит водопадом. Внезапно появляется неизвестная спасительница: Лин Янь. Она, как и Табалуга, защищает свой народ. На следующий день они устраивают соревнование двух лидеров. | 17 Января 2004         |
| 5  | Символ огня               | Дигби случайно находит доступ в жаркий подземный мир. Правитель Огненного Мира, гостеприимно встречает Табалугу и его друзей и приглашает их на огненный фестиваль. Но, услышав, что Табалуга ищет Огненный Знак, он заключает героев в тюрьму. | 24 Января 2004         |
| 6  | Чудодейственное средство  | В лаборатории Шуху происходит несчастный случай. Хэппи случайно брызгает несколько капель «уменьшающего зелья» на Табалугу. Окружение становится опасным для крошечного Табалуги. Кайо крадёт уменьшающее вещество, чтобы наконец избавиться от своего соперника Джеймса. | 31 Января 2004         |
| 7  | Добрый Арктос             | У Нессаи день рождения, и Табалуга устраивает для неё вечеринку-сюрприз. Арктос хочет, чтобы его тоже пригласили на вечеринку. Узнав, что на вечеринку допускаются только благовоспитанные и добрые существа, Арктос решает взять у Табалуги уроки «хорошего поведения». | 7 Февраля 2004         |
| 8  | Зловещий лес              | В поисках знака ветра Табалуга и двое его друзей должны срезать путь через лес. Этот лес жуткий, тёмный и безлюдный. Вскоре они понимают, что ходят кругами. Деревья могут двигаться и даже разговаривать. Они не хотят снова выпускать Табалугу и его друзей, чтобы, наконец-то, найти компанию.                                                                                 | 14 Февраля 2004        |
| 9  | Мамочка Арктос            | По пути в Долину Ветров Табалуга и его друзья находят брошенное яйцо и заботятся о нём. Когда Арктос замечает, как пытаются спасти яйцо, он решает, что оно и есть следующий знак, и крадёт его. | 21 Февраля 2004        |
| 10 | Небесное око              | Единственная подсказка Табалуги для поиска символа воздуха – это то, что он должен искать «Око в небе». По пути трое друзей попадают в деревню, где живут только кролики. Хэппи в восторге и хотела бы остаться с родственниками на некоторое время, но Табалуга настаивает на том, чтобы они ушли. Хэппи уносит сильный ветер. Кролики рассказывают, что виноват злой дух ветра. | 28 Февраля 2004        |
| 11 | Потеря памяти             | Возвращаясь в Гринландию, Табалуга попадает в ловушку, расставленную Арктосом и теряет память. Арктос обманом убеждает Табалугу, что того зовут Норман и что он слуга Арктоса, а все гринландцы - злы и опасны. | 6 Марта 2004           |
| 12 | Дурацкое золото           | Землетрясение образует большую трещину на огороде Хэппи. Хэппи и Дигби случайно проваливаются в неё. Табалуга следует за ними, чтобы спасти их. В пещере они встречают тролля. Старая легенда гласит, что Роли-тролль давным-давно нашёл сундук с сокровищами и сторожит его под землёй.                                                                                          | 13 Марта 2004          |
| 13 | А где же зима?            | У гринландцев необычная проблема: Арктос серьёзно болен и не может сотворить зиму. А это означает, что весь привычный ход вещей меняется. Спасти Арктоса может только одно растение, но оно давно вымерло. У Табалуги рождается спасительная идея: он хочет проплыть по «Реке Времени» в прошлое и вернуть это растение.                                                          | 20 Марта 2004          |
| 14 | Киты в беде               | Следующая задача Табалуги — найти символ воды. Табалуга подозревает, что знак спрятан на острове. Он, Хэппи и Дигби отправляются в плавание на большой парусной лодке. Их лодку протаранил китёнок Горацио. Горацио подозревает Табалугу в похищении своего отца и других китов.                                                                                                  | 27 Марта 2004          |
| 15 | Последний выдох Арктоса   | В поисках символа воды друзья находят ледяной остров, на котором живёт ледяная ведьма, мечтающая о завоевание мира. Ей не хватает для зелья лишь ледяного дыхания снеговика. А он сам плывёт ей в руки, преследуя Табалугу. | 3 Апреля 2004          |
| 16 | Символ воды               | Завладев подсказкой, Арктос опережает компанию друзей в погоне за символом воды, но они не сдаются. Вдруг на их корабль приземляется обессиленный Руби, с новостями о том, что черепаха Нессая смертельно больна. Табалуга покидает Дигби и Хэппи в надежде спасти старую наставницу.                                                                                             | 10 Апреля 2004         |
| 17 | Волшебные камни           | В Зелёную страну приезжает кочующая ярмарка. Они хоть и приносят смех и радость людям, но имеют собственную цель-добыча волшебных камней. Арктос не может остаться в стороне и не завладеть такой драгоценностью. | 17 Апреля 2004         |
| 18 | Звезда желаний            | Жители Гринландии замечают падающую звезду. Если прикоснуться к волшебному камню и одновременно загадать желание, оно сбудется. Но быстро становится ясно, что каждое исполнение желания отнимает что-то взамен. Ситуация становится особенно опасной, когда Арктос завладевает звездой желаний.                                                                                  | 24 Апреля 2004         |
| 19 | Маскарад                  | Табалуга собирается за следующей подсказкой. Маленький шмель Базз с удовольствием бы присоединился к нему, но Табалуга против. Разочарованная Базз рассказывает хитрому Джемсу о планах Табалуги. Арктос и Джеймс планируют шпионить за Табалугой, надев маскарадные костюмы. | 1 Май 2004             |
| 20 | Ледяная пещера            | Табалуга получает подсказку к следующему символу, Символу Льда: «Ищи его в древней ледяной комнате». Эта комната находится в ледяных глубинах замка Арктоса. Шуху и Табалуга отправляются на опасную вылазку. | 8 Май 2004             |
| 21 | На старт, внимание, марш! | В Гринландии проходит ежегодная гонка на самодельных транспортных средствах. Подготовка идёт полным ходом, а Дигби тренируется без остановки, чтобы не устать во время гонки. Арктос уверен: приз победителю должен быть просто потрясающим. Конечно, он намерен перехитрить гринландцев.                                                                                         | 15 Май 2004            |
| 22 | Обещания                  | Табалуга нарушил своё обещание собрать цветы для Весеннего фестиваля вместе с Хэппи. Сильный шторм уничтожил цветочное поле. Разочарованная Хэппи собирает вещи и покидает деревню. | 22 Май 2004            |
| 23 | Друг или враг             | Арктос снова выгоняет Кайо. Кайо уже устал от капризов Арктоса; он хочет остаться в Гринландии. Гринландцы сомневаются, можно ли доверять Кайо. Возможно, он хочет шпионить для Арктоса, ведь сегодня ночью взойдет луна драконов, и Табалуга получит подсказку к последнему знаку.                                                                                               | 29 Май 2004            |
| 24 | Опасность в горах         | Табалуга, Хэппи и Дигби отправляются магнитные горы на поиски последнего символа. Кайо разрешают сопровождать троих друзей, но Хэппи ему не доверяет. Их подозрения, похоже, подтверждаются, когда они замечают, что их преследует Арктос. Возле «Магнитных гор» Табалуга теряет силы.                                                                                            | 5 Июнь 2004            |
| 25 | Земля драконов            | Табалуга с нетерпением ждёт возможности отправиться в Кристальную Пещеру, чтобы получить Амулет Драконов. Арктос уже поджидает его там. Когда открывается портал в другой мир, Царство Драконов, Табалуга исчезает в нём. Арктос нерешительно следует за ним в этот чудесный мир.                                                                                                 | 12 Июнь 2004           |
| 26 | Утраченный амулет         | Арктос мечтает стать королём Гринландии с помощью амулета драконов. Он замораживает Гринландию и берёт гринландцев в плен. Удастся ли Табалуге победить Арктоса на этот раз? | 19 Июнь 2004           |

## Трансляция

### В мире
В России транслировался на каналах «Карусель» и «СТС».

## Продолжения
- В 2002 году вышел полнометражный двухмерный мультфильм о Табалуге: «Табалуга и Лео: Рождественская история»[4].

Сюжет повествует о мальчике-сироте Лео, который под Рождество попадает в Зелёную страну, и Табалуге приходится защищать его от Арктоса. Вместе они переживают необычные приключения и становятся друзьями. В конце Лео возвращается домой и обретает родителей.
В России фильм транслировался по каналу «Теленяня» в начале января 2010 года, после был издан на DVD.
- В 2018 году вышел полнометражный мультфильм «Табалуга» по мотивам мюзикла «Табалуга и Лилли».